# HTMS Sukhothai
HTMS Sukhothai (FS-442) (tailandés: เรือหลวงสุโขทัย, RTGS: Sukhothai) fue una corbeta de la clase Ratanakosin operada por la Royal Thai Navy. El barco lleva el nombre del Reino de Sujotai, considerado tradicionalmente como el primer reino tailandés.
El 18 de diciembre de 2022, mientras se encontraba en una misión de patrulla meteorológica en el Golfo de Tailandia, el buque de guerra comenzó a hacer agua debido a los fuertes vientos y olas, lo que provocó un corte de energía y la posterior pérdida de control de la maquinaria y los mecanismos de dirección. Sukhothai continuó tomando agua hasta que finalmente se hundió durante la noche. La Royal Thai Navy fue enviada para rescatar a la tripulación  y, al 20 de diciembre de 2022, han confirmado que han recogido a 76 marineros, con 24 de los 105 miembros de la tripulación aún desaparecidos y 6 marineros confirmados como muertos.

## Construcción
Sukhothai era una corbeta de clase Ratanakosin . Encargado para la Royal Thai Navy el 9 de mayo de 1983, el barco fue depositado por Tacoma Boatbuilding Company en Tacoma (Washington) el 26 de marzo de 1984. Las corbetas de la clase Ratanakosin, de las cuales había dos, fueron construidas a las siguientes dimensiones: 76,8 m (252 ft 0 in) de largo, 9,6 m (31 ft 6 in) de ancho, con un desplazamiento de 960 toneladas a plena carga. La clase comparte características con la corbeta clase Badr de la Marina Real Saudita. El barco estaba propulsado por dos motores diésel que funcionan con dos ejes de hélice , proporcionando una velocidad máxima de 26 nudos (48 km/h; 30 mph) y un alcance de 3000 millas náuticas (5600 km; 3500 mi) a 16 nudos (30 km/h; 18 mph). El complemento de la tripulación era de 87, de los cuales 15 eran oficiales, más un contingente esperado de oficiales de bandera. Sukhothai se botó el 20 de julio de 1986.  El barco fue el último buque importante que se completó en Tacoma Boatbuilding's Yard 1 en Hylebos Waterway.
Recibió su nombre del Reino de Sukhothai que tradicionalmente se considera el primer reino tailandés. El papel previsto de los buques de la clase Ratanakosin era proporcionar capacidad de misiles tierra -tierra y tierra-aire en una plataforma altamente maniobrable. Los barcos sirvieron como buques insignia para los escuadrones de naves de ataque rápido de la Royal Thai Navy.

## Armamento
Sukhothai estaba armado con dos lanzadores de misiles tierra-tierra cuádruples McDonnell Douglas Harpoon. También tenía un lanzador de misiles tierra-aire óctuple Selenia Alsag Aspide. La artillería del barco fue proporcionada por un cañón OTO Melara de 76 mm apoyado por un cañón gemelo Breda de 40 mm y un cañón automático Rheinmetall de 20 mm . Su armamento de torpedos consistía en dos tubos de torpedos Mark 32 para buques de superficie triples armados con torpedos Sting Ray. 

## Historial de servicio

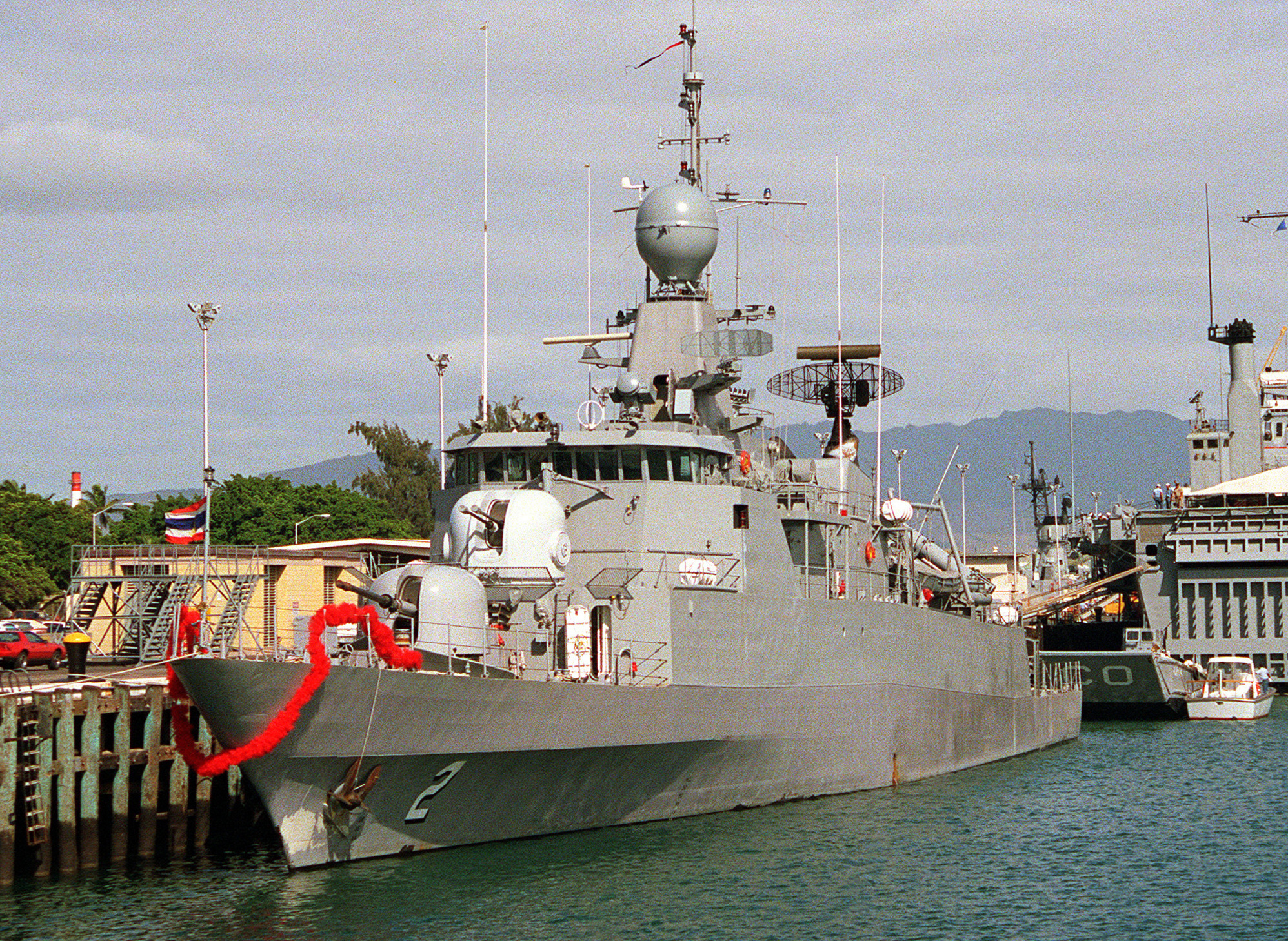
HTMS Sukhothai (FS-442), en el año 1987.

Sukhothai fue comisionado en la Royal Thai Navy el 10 de junio de 1987. Originalmente se le dio el número de casco 2, pero luego se cambió a 442. 
En 1994, Sukhothai formó parte del contingente de la Armada Real de Tailandia en el ejercicio militar anual tailandés-australiano AUSTHAI 94. Sukhothai lanzó varios misiles tierra-aire Aspide contra objetivos de aviones no tripulados durante el crucero de entrenamiento y preparación a flote de cooperación de 1995 (CARAT 95), un ejercicio de cooperación marítima con embarcaciones de los Estados Unidos, Singapur, Malasia, Filipinas y Brunéi. Esta fue la primera vez que la Royal Thai Navy disparó los misiles desde que los compró en 1985.

### Hundimiento
El barco se hundió después de una tormenta en el Golfo de Tailandia el 18 de diciembre de 2022. Desarrolló una gran lista después de que las inundaciones provocaran fallas en los sistemas eléctricos y las bombas. Las fallas fueron causadas por agua de mar que entró en un puerto de escape en mar gruesa, lo que provocó un cortocircuito en el sistema eléctrico del barco. Se hundió alrededor de las 23:30 hora local ( UTC+07:00 ). El Departamento Meteorológico de Tailandia emitió un aviso meteorológico para el área antes del hundimiento, advirtiendo sobre olas de 4 metros de altura (13 pies) y aconsejando a los barcos que procedan con precaución.
Sukhothai había estado patrullando 17 millas náuticas (32 km) al este de Bang Saphan en la provincia de Prachuap Khiri Khan, cuando quedó atrapada en la tormenta el 18 de diciembre. Se enviaron otros buques de guerra y helicópteros para ayudar, pero solo el HTMS  Kraburi llegó al buque antes de que se hundiera, recogiendo a la mayor parte de su tripulación. 
Al 20 de diciembre de 2022 la Royal Thai Navy ha confirmado que los esfuerzos de rescate han salvado a 76 marineros, pero 24 miembros de la tripulación de los 105 a bordo siguen desaparecidos, y se ha confirmado que 6 marineros están muertos.